# Adenosina monofosfato
O composto AMP, adenosina monofosfato ou monofosfato de adenosina é um nucleótido que é usado como monómero do RNA. Consiste num éster de ácido fosfórico com o nucleósido adenosina. É um composto de baixa energia, diferentemente de seus compostos di e trifosfatados ADP e ATP, respectivamente. Considerando esses dois últimos compostos como as verdadeiras moedas energéticas da célula, o AMP só costuma aparecer em grandes concentrações na célula em situações de extrema baixa energética, em que todos as moléculas de ATP e ADP foram desfosforiladas para a obtenção de energia para funções celulares fundamentais.
Mas o AMP pode aparecer em outras situações também. Um derivado dele, o AMPc é um importante sinalizador celular dos hormônios em seres pluricelulares.
O AMP também é um efetor alostérico muito comum, principalmente na regulação celular do anabolismo/catabolismo celular, já que compete pelos sítios alostéricos das enzimas com suas derivações di e trifosfatadas.

## Síntese
O AMP é criado através de reações da síntese de nucleotídeos seguida de reações da síntese de AMP.
O IMP (último produto das reações da via de novo de nucleotídeos) reage enzimaticamente pela enzima adenil succinato sintase com a energia de uma defosforilação de uma molécula de GTP, criando o composto adenil succinato. O adenil succinato é degradado enzimaticamente formando AMP e fumarato, pela enzima adenil succinase.
IMP + GTP ---adenil succinato sintase→ Adenil succinato + GDP + Pi
Adenil succinato ---adenil succinase→ AMP + Fumarato